# Gustaf Ållon
Gustaf Ållon, alternativt Gustaf Ollon, född 1646 på Vikbolandet i Östergötland, död 20 juni 1704 i Stockholm, var en svensk tulltjänsteman och psalmförfattare. 

## Biografi
Gustaf Ållon föddes 1646 på Vikbolandet i Östergötland. Han anställdes hos riksrådet friherre Knut Kurck, som bland annat ägde godset Ållonö, vilket stället psalmförfattare antagit sitt namn. På Kurcks förordnande anställdes Ållon senare som kamrer vid stora sjötullen i Stockholm. Han avled 1704 i Stockholm

### Psalmer
I de svenska psalmböckerna från 1937 och 1986 stavas namnet Ållon medan Ollon används i Johan Olof Wallins 1819 års psalmbok.
- Den svenska psalmboken 1695
  - 45 Lova vill jag Herran, Herran (1819 nr 264, 1986 nr 8) skriven 1694 Finns på Wikisource.
  - 157 Upp, min tunga, att lovsjunga (1986 nr 147) bearbetad 1694 men insatsen struken i 1986 års psalmbok
  - 174 Denna är den stora dagen (1986 nr 149) översatt 1694
  - 261 Vad gott kan jag dock göra (1937 nr 397) skriven 1694
  - 268 Vad kan dock min själ förnöja (=Säll är den som sina händer) (1986 nr 244) skriven 1694
  - 288 Min själ och sinne, låt Gud råda (1986 nr 575) bearbetad/översatt Georg Neumarks text som publicerades redan 1683, men insatsen struken i 1986 års psalmbok
  - 299 Mitt hjärta, fröjda dig (1986 nr 525) översatt 1694
  - 300 O Store Gudh, min Fader och min Herre

I 1819 års psalmbok fanns han representerad med samma sju verk (nr 106, 112, 206, 239, 257, 261 och 264).
I 1937 års psalmbok fanns han representerad med sju verk (nr 5, 106, 112, 337, 369, 397 och 400).
Han finns representerad i Den svenska psalmboken 1986 med en originaltext (nr 244) och tre bearbetningar/översättningar (nr 8, 149 och 525).